# Kristina Brenková
Kristina Brenková (rozená Vrhovecová; 22. října 1911 Horjul - 20. listopadu 2009 Lublaň) byla slovinská spisovatelka, překladatelka a novinářka. Nejvíce proslula jako autorka literatury pro děti.

## Život
Narodila se v rolnické rodině. Dětství prožila v Horjulu, kde vychodila čtyři třídy základní školy. Ve vzdělávání pokračovala v Mariboru, kde absolvovala měšťanskou a učitelskou školu. Poté vystudovala psychologii a pedagogiku na Filozofické fakultě Lublaňské univerzity. Během studia navštěvovala též Dramatickou školu Mihaely Šaričevy. Jejím snem bylo založení divadla pro mládež, a tak se v roce 1938 rozhodla studovat teorii divadla pro mládež v Praze. Doktorát z pedagogiky na Univerzitě Karlově získala v roce 1939. V Praze byla v úzkém kontaktu s uměleckou avantgardou a spolupracovala s Emilem Františkem Burianem.
Roku 1939 se vrátila do Slovinska. Až do války neměla žádné stálé zaměstnání a živila se doučováním a příležitostným psaním. Během druhé světové války se účastnila odboje. Pracovala jako kurýrka a doprovázela spisovatele Prežihova Vorance, který byl za války redaktorem Rádia Kričač. V roce 1943 byla uvězněna. Ve vězení zůstala až do konce italské okupace v roce 1945.
Po propuštění se starala o ochranu dětí bojovníků a zajatců. Po válce se prosadila jako autorka literatury pro mládež. Byla spoluzakladatelkou a první redaktorkou nakladatelství Mladinske knjige, a to od roku 1949 do roku 1973, kdy odešla do důchodu. Byla jednou ze zakladatelek soutěže Bralno značko. Publikovala v mládežnických časopisech Vrtec, Ciciban, Kurirček, Pionirski list, Pionir, Akademski glas, Naša rod nebo Gruda. Své první dílo s názvem Holubi, kotva a fontána publikovala v roce 1960.
Česky vyšla její sbírka slovinských pohádek Železný prsten v nakladatelství Albatros roku 1970. Od roku 2011 je ve Slovinsku udělována Cena Kristiny Brenkové pro nejlepší autory dětské literatury.